# Skate America de 1989
O Skate America de 1989 foi a oitava edição do Skate America, um evento anual de patinação artística no gelo organizado pela Associação dos Estados Unidos de Patinação Artística (em inglês:  United States Figure Skating Association). A competição foi disputada na cidade de Indianapolis, Indiana, Estados Unidos.

## Eventos
- Individual masculino
- Individual feminino
- Duplas
- Dança no gelo

## Medalhistas
| Evento                        | Ouro                                                   | Prata                                            | Bronze                                              |
| Individual masculino detalhes | Christopher Bowman · Estados Unidos                    | Viktor Petrenko · União Soviética                | Kurt Browning · Canadá                              |
| Individual feminino detalhes  | Tonya Harding · Estados Unidos                         | Jill Trenary · Estados Unidos                    | Simone Lang · Alemanha Oriental                     |
| Duplas detalhes               | Natalia Mishkutenok · Artur Dmitriev · União Soviética | Kristi Yamaguchi · Rudy Galindo · Estados Unidos | Peggy Schwarz · Alexander König · Alemanha Oriental |
| Dança no gelo detalhes        | Maya Usova · Alexander Zhulin · União Soviética        | April Sargent · Russ Witherby · Estados Unidos   | Dominique Yvon · Frederic Palluel · Canadá          |

## Resultados

### Individual masculino
| Pos.              | Nome                  | Nacionalidade   |
| ----------------- | --------------------- | --------------- |
| Medalha de ouro   | Christopher Bowman    | Estados Unidos  |
| Medalha de prata  | Viktor Petrenko       | União Soviética |
| Medalha de bronze | Kurt Browning         | Canadá          |
| 4                 | Mark Mitchell         | Estados Unidos  |
| 5                 | Mitsuhiro Murata      | Japão           |
| 6                 | Erik Larson           | Estados Unidos  |
| 7                 | Matthew Hall          | Canadá          |
| 8                 | Vasili Eremenko       | União Soviética |
| 9                 | Alessandro Riccitelli | Itália          |
| 10                | Cameron Medhurst      | Austrália       |

### Individual feminino
| Pos.              | Nome            | Nacionalidade     |
| ----------------- | --------------- | ----------------- |
| Medalha de ouro   | Tonya Harding   | Estados Unidos    |
| Medalha de prata  | Jill Trenary    | Estados Unidos    |
| Medalha de bronze | Simone Lang     | Alemanha Oriental |
| 4                 | Junko Yaginuma  | Japão             |
| 5                 | Nancy Kerrigan  | Estados Unidos    |
| 6                 | Surya Bonaly    | França            |
| 7                 |                 |                   |
| 8                 | Dianne Takeuchi | Canadá            |
| 9                 |                 |                   |
| 10                | Margot Bion     | Canadá            |

### Duplas
| Pos.              | Nome                                 | Nacionalidade     |
| ----------------- | ------------------------------------ | ----------------- |
| Medalha de ouro   | Natalia Mishkutenok / Artur Dmitriev | União Soviética   |
| Medalha de prata  | Kristi Yamaguchi / Rudy Galindo      | Estados Unidos    |
| Medalha de bronze | Peggy Schwarz / Alexander König      | Alemanha Oriental |
| 4                 | Michelle Menzies / Kevin Wheeler     | Canadá            |
| 5                 | Stacey Ball / Jean-Michel Bombardier | Canadá            |
| 6                 | Karen Courtland / David Goodman      | Estados Unidos    |

### Dança no gelo
| Pos.              | Nome                                  | Nacionalidade   |
| ----------------- | ------------------------------------- | --------------- |
| Medalha de ouro   | Maya Usova / Alexander Zhulin         | União Soviética |
| Medalha de prata  | April Sargent / Russ Witherby         | Estados Unidos  |
| Medalha de bronze | Jo-Anne Borlase / Martin Smith        | Canadá          |
| 4                 | Dominique Yvon / Frederic Palluel     | França          |
| 5                 | Irina Antsifirova / Oleg Granenov     | União Soviética |
| 6                 | Jeanne Miley / Michael Verlich        | Estados Unidos  |
| 7                 | Elizabeth Punsalan / Jerod Swallow    | Estados Unidos  |
| 8                 | Małgorzata Grajcar / Andrzej Dostatni | Polônia         |
| 9                 | Anna Croci / Luca Mantovani           | Itália          |
| 10                | Karen Quinn / Alan Abretti            | Reino Unido     |

## Quadro de medalhas
| Ordem | País              | Medalha de ouro | Medalha de prata | Medalha de bronze |    | Ordem por total |
| ----- | ----------------- | --------------- | ---------------- | ----------------- | -- | --------------- |
| 1     | Estados Unidos    | 2               | 3                |                   | 5  | 1               |
| 2     | União Soviética   | 2               | 1                |                   | 3  | 2               |
| 3     | Alemanha Oriental |                 |                  | 2                 | 2  | 3               |
| 3     | Canadá            |                 |                  | 2                 | 2  | 3               |
| TOTAL | TOTAL             | 4               | 4                | 4                 | 12 | —               |